# Sophia George
Sophia George, née le 21 février 1964 à Kingston en Jamaïque, est une chanteuse jamaïcaine principalement connue pour son titre Girlie Girlie (1985).

## Carrière
Sophia George connut le succès avec Lazy Body, It Burn Mi Belly et Ain't No Meaning, chansons toutes parues sur l'album Fresh (1986). Son titre Girlie Girlie écrit par Sangie Davis, fut numéro 1 dans les classements de vente dans son pays et au Top 40 au Royaume-Uni. Il est utilisé comme musique dans le film Going Overboard (1989) de Valerie Breiman. Sa chanson Can't Live without You est quant à elle utilisée par Claire Denis dans le film 35 rhums (2009).
Sophia George est la mère de Patrick Chung (né en 1987), un footballeur américain des New England Patriots évoluant en National Football League.

## Discographie
- For Everyone (1991) Pow Wow
- Steppin' Out (1994) Pow Wow
- Girlie Again (1995) Red Arrow
- Sexy Dumb Dumb (1995) Pow Wow
- Girlie Girlie (2001) Wesgram